# زبانة
زبانة (بالإنجليزية: Zabana!)‏ هو فيلم دراما تم إنتاجه في الجزائر وصدر في سنة 2012.

## روابط خارجية
- زبانة على موقع IMDb (الإنجليزية)
- زبانة على موقع روتن توميتوز (الإنجليزية)
- زبانة على موقع أول موفي (الإنجليزية)
- زبانة على موقع فيلمافينيتي (الإسبانية)
- زبانة على موقع قاعدة بيانات الفيلم (الإنجليزية)
- زبانة على موقع ليتربوكسد (الإنجليزية)
- زبانة على موقع كينوبويسك (الروسية)